# Equazione xʸ = yˣ
In generale, l'elevamento a potenza non gode della proprietà commutativa. Tuttavia, l'equazione {\displaystyle x^{y}=y^{x}} vale in casi speciali, come {\displaystyle x=2,\ y=4.}

## Storia
L'equazione {\displaystyle x^{y}=y^{x}} è menzionata in una lettera di Daniel Bernoulli a Christian Goldbach del 29 giugno 1728. La lettera afferma che quando {\displaystyle x\neq y} le uniche soluzioni nell'insieme dei numeri naturali sono {\displaystyle (2,4)} e {\displaystyle (4,2),} sebbene ci siano infinite soluzioni nell'insieme dei numeri razionali, come 
{\displaystyle \left({\tfrac {9}{4}},{\tfrac {27}{8}}\right),\left({\tfrac {256}{81}},{\tfrac {64}{27}}\right),\left({\tfrac {256}{81}},{\tfrac {625}{256}}\right),\ldots ,\left((1+{\tfrac {1}{n}})^{n},(1+{\tfrac {1}{n}})^{(n+1)}\right).}
La risposta di Goldbach, del 31 gennaio 1729, contiene la soluzione generale dell'equazione, ottenuta con la sostituzione {\displaystyle y=vx.} Una soluzione simile è stata trovata da Eulero. 
J. van Hengel ha sottolineato che se {\displaystyle r,n} sono numeri interi positivi con {\displaystyle r\geq 3}, allora {\displaystyle r^{r+n}>(r+n)^{r}}; quindi è sufficiente considerare le possibilità {\displaystyle x=1} e {\displaystyle x=2} per trovare soluzioni nei numeri naturali.
Il problema è stato discusso in numerose pubblicazioni. Nel 1960, l'equazione era tra le domande sulla William Lowell Putnam Competition, che spinse Alvin Hausner a estendere i risultati ai campi di numeri algebrici.

## Soluzioni reali positive
Un insieme infinito di soluzioni banali nei numeri reali positivi è dato da {\displaystyle x=y.} Le soluzioni non banali possono essere scritte esplicitamente come:
{\displaystyle y=\exp {\Big [}{-W_{-1}{\Big (}-{\frac {\ln x}{x}}{\Big )}}{\Big ]},\quad \mathrm {per} \quad 1<x<e,}
{\displaystyle y=\exp {\Big [}{-W_{0}{\Big (}-{\frac {\ln x}{x}}{\Big )}}{\Big ]},\quad \mathrm {per} \quad e<x.}
Qui, {\displaystyle W_{-1}} e {\displaystyle W_{0}} rappresentano i rami negativi e principali della funzione W di Lambert.
Soluzioni non banali possono essere trovate più facilmente assumendo {\displaystyle x\neq y} e ponendo {\displaystyle y=vx.} Ne segue
{\displaystyle (vx)^{x}=x^{vx}=(x^{v})^{x}.}
Elevando entrambi termini alla {\displaystyle {\tfrac {1}{x}}} e dividendo per {\displaystyle x}, si ottiene
{\displaystyle v=x^{v-1}.}
Quindi le soluzioni non banali nei reali positivi sono espresse come
{\displaystyle x=v^{1/(v-1)},}
{\displaystyle y=v^{v/(v-1)}.}
Ponendo {\displaystyle v=2} o {\displaystyle v={\tfrac {1}{2}}} si ottiene la soluzione non banale negli interi positivi: {\displaystyle 4^{2}=2^{4}.}
Esistono altre coppie costituite da numeri algebrici, come {\displaystyle {\sqrt {3}}} e {\displaystyle 3{\sqrt {3}}}, così come {\displaystyle {\sqrt[{3}]{4}}} e {\displaystyle 4{\sqrt[{3}]{4}}}.
La parametrizzazione di cui sopra porta a una proprietà geometrica di questa curva: {\displaystyle x^{y}=y^{x}} descrive la curva isoclina dove le funzioni potenza della forma {\displaystyle x^{v}} hanno coefficiente angolare {\displaystyle v^{2}} per una scelta reale positiva di {\displaystyle v\neq 1}. Per esempio, {\displaystyle x^{8}=y} ha un coefficiente angolare di {\displaystyle 8^{2}} nel punto {\displaystyle ({\sqrt[{7}]{8}},{\sqrt[{7}]{8}}^{8}),} che è anche un punto sulla curva {\displaystyle x^{y}=y^{x}.}
Le soluzioni banali e non banali si intersecano quando {\displaystyle v=1.} Le equazioni precedenti non possono essere calcolate direttamente, ma si può prendere il limite per {\displaystyle v\to 1.} Questo è più convenientemente fatto sostituendo {\displaystyle v=1+1/n} e mandando {\displaystyle n\to \infty ,}, così
{\displaystyle x=\lim _{v\to 1}v^{1/(v-1)}=\lim _{n\to \infty }\left(1+{\frac {1}{n}}\right)^{n}=e.}
Quindi, la retta {\displaystyle y=x} e la curva {\displaystyle x^{y}-y^{x}=0,} con {\displaystyle y\neq x,} si intersecano in {\displaystyle x=y=e.}
Per {\displaystyle x\to \infty }, la soluzione non banale è asintotica alla retta {\displaystyle y=1.} Una forma asintotica più completa è
{\displaystyle y=1+{\frac {\ln x}{x}}+{\frac {3}{2}}{\frac {(\ln x)^{2}}{x^{2}}}+\cdots .}

## Grafici simili

### Equazioney1/x=x1/y
L'equazione {\displaystyle {\sqrt[{x}]{y}}={\sqrt[{y}]{x}}} ha un grafico in cui la curva {\displaystyle {\sqrt[{x}]{y}}-{\sqrt[{y}]{x}}=0,} con {\displaystyle y\neq x,} e la retta {\displaystyle y=x} si intersecano nel punto {\displaystyle x=y={\frac {1}{e}}}. Inoltre la curva {\displaystyle {\sqrt[{x}]{y}}-{\sqrt[{y}]{x}}=0,} con {\displaystyle y\neq x,} termina in {\displaystyle (0,1)} e in {\displaystyle (1,0)} invece di continuare all'infinito.
La curva {\displaystyle {\sqrt[{x}]{y}}-{\sqrt[{y}]{x}}=0,} con {\displaystyle y\neq x,} può essere scritta esplicitamente come
{\displaystyle y=e^{W_{0}(\ln(x^{x}))},\quad \mathrm {per} \quad 0<x<1/e,}
{\displaystyle y=e^{W_{-1}(\ln(x^{x}))},\quad \mathrm {per} \quad 1/e<x<1.}
Questa equazione descrive la curva isoclina in cui le funzioni potenza hanno coefficiente angolare 1, analoga alla proprietà geometrica di {\displaystyle x^{y}=y^{x}} descritta sopra.
L'equazione {\displaystyle y^{y}=x^{x}} mostra una curva identica.

### Equazione logx(y)=logy(x)
L'equazione {\displaystyle \log _{x}(y)=\log _{y}(x)} ha un grafico in cui la curva {\displaystyle \log _{x}(y)-\log _{y}(x)=0,} con {\displaystyle y\neq x,} e la retta {\displaystyle y=x} si intersecano in {\displaystyle (1,1).} La curva {\displaystyle \log _{x}(y)-\log _{y}(x)=0,} con {\displaystyle y\neq x,} è asintotica a 0; è, infatti, il ramo nel primo quadrante dell'iperbole {\displaystyle y={\frac {1}{x}}.}